# Hold your head up
Hold your head up is de enige single waarmee Argent in de Nederlandse (en ook Amerikaanse) hitparades heeft gestaan. Het lied staat ook op hun album All Together Now, maar de singleversie is aanmerkelijk korter dan de versie op het album (3:15 tegenover 6:15). In 1987 werd de single opnieuw uitgegeven.
In 1978 kwam Argents Grootste hits-album uit, onder de titel Hold your head up. Daarop stond echter niet de singleversie, maar de versie van het album.
Een aantal artiesten heeft het nummer gecoverd, maar geen daarvan had succes:
- Steppenwolf voor hun album Wolftracks
- Uriah Heep voor hun album Raging silence, het verscheen ook op single.
- Fish voor zijn album Songs from the mirror
- Mr. Big
- Lana Lane voor haar album Covers selection, samen met haar man Erik Norlander

## Hitnotering
Het is Argents grootste hit. De enige hitnoteringen dateren uit 1972. Het plaatje haalde zowel in de Verenigde Staten als in het Verenigd Koninkrijk de vijfde plaats. In Nederland kreeg het bescheiden noteringen, in België geen.

### Nederlandse Top 40
| Positie: | 33 | 25 | 27 | 38 | uit |

### NederlandseDaverende 30
| Positie: | 30 | 24 | 23 | uit |

### NPO Radio 2 Top 2000
Hold your head up stond alleen in 2006 in de NPO Radio 2 Top 2000, op plek 1949.